# إديث شنايدر
إديث شنايدر (بالألمانية: Edith Schneider) (و. 1919 – 2012 م) هي ممثلة، وممثلة صوت، من ألمانيا، ولدت في بوخوم، توفيت في ميونخ، عن عمر يناهز 93 عاماً.

## وصلات خارجية
- إديث شنايدر على موقع IMDb (الإنجليزية)
- إديث شنايدر على موقع أول موفي (الإنجليزية)
- إديث شنايدر على موقع ديسكوغز (الإنجليزية)
- إديث شنايدر على موقع قاعدة بيانات الفيلم (الإنجليزية)
- إديث شنايدر على موقع كينوبويسك (الروسية)